# Liste der Naturdenkmale in Werl
Die Liste der Naturdenkmale in Werl nennt zusammenfassend die Naturdenkmale in Werl im Kreis Soest in Nordrhein-Westfalen.
Rechtliche Grundlagen der Naturdenkmalausweisungen sind das Bundesnaturschutzgesetz und das Landesnaturschutzgesetz NRW. In Abhängigkeit vom baurechtlichen Bereich innerhalb der Stadt sind in Werl zwei verschiedene Rechtswerke maßgeblich: Naturdenkmale im Innenbereich sind durch eine ordnungsbehördliche Verordnung ausgewiesen und Naturdenkmale im Außenbereich sind im Landschaftsplan festgesetzt.

## Naturdenkmale
| Nummer | Bezeichnung               | Gemarkung      | Lage                                                                                                  | Bemerkung                                                      | Bild                               |
| ------ | ------------------------- | -------------- | --- | -------------------------------------------------------------- | ---------------------------------- |
| 13.001 | 1 Linde                   | Hilbeck        | Im Oberdorf 5 (51° 34′ 50″ N, 7° 51′ 53,2″ O)                                                         |                                                                |                                    |
| 13.002 | 1 Buche                   | Hilbeck        | Höhenweg 4 (51° 34′ 34″ N, 7° 51′ 57,1″ O)                                                            |                                                                |                                    |
| 13.003 | 1 Zeder                   | Werl           | Friedhof, südlich der Trauerhalle (51° 32′ 51,1″ N, 7° 55′ 8,7″ O)                                    | Bei der Grabgrotte der Priester Bernhard und Gustav Alterauge. |                                    |
| 13.004 | 1 Platane                 | Werl           | Am alten Schloss/Wickeder Straße (51° 32′ 57,8″ N, 7° 54′ 38,2″ O)                                    |                                                                |                                    |
| 13.005 | 1 Buche                   | Werl           | St.-Ursula-Stift Werl (51° 33′ 3,4″ N, 7° 54′ 38,9″ O)                                                |                                                                |                                    |
| 13.006 | 1 Platane                 | Werl           | Villa Wulf, Neuer Graben/Steinerstraße (51° 32′ 59,3″ N, 7° 54′ 53,6″ O)                              |                                                                |                                    |
| 13.007 | 1 Platane                 | Werl           | Werl Freibad (51° 33′ 33″ N, 7° 54′ 13,8″ O)                                                          |                                                                |                                    |
| 13.008 | 1 Kastanie                | Werl           | Werl Freibad (51° 33′ 32,6″ N, 7° 54′ 12,7″ O)                                                        |                                                                |                                    |
| 13.009 | 1 Bergulme                | Werl           | Kälbermarkt (51° 33′ 11,9″ N, 7° 54′ 44,2″ O)                                                         |                                                                |                                    |
| 13.010 | 1 Tulpenbaum              | Werl           | Kurpark nähe Siederstraße (51° 33′ 19,6″ N, 7° 54′ 37,5″ O)                                           |                                                                |                                    |
| 13.011 | 1 Eiche                   | Werl           | Unnaer Straße 19 (51° 33′ 5,2″ N, 7° 54′ 18,9″ O)                                                     |                                                                |                                    |
| 13.012 | 1 Schwarzkiefer           | Werl           | Hammer Straße 55 (51° 33′ 35,9″ N, 7° 54′ 20,3″ O)                                                    |                                                                |                                    |
| 13.013 | 1 Linde                   | Westbüderich   | An der Kirche 3 (Alte Schule) (51° 32′ 48,9″ N, 7° 52′ 33,9″ O)                                       |                                                                | Linde an der alten Schule Büderich |
| C.3.01 | 1 Kastanie                | Hilbeck        | Bereich am Strangbach östlich Allener Straße (51° 34′ 46″ N, 7° 52′ 4,9″ O)                           |                                                                |                                    |
| C.3.02 | 1 Rotbuche                | Hilbeck        | In Westhilbeck 15, an Hofeinfahrt (51° 34′ 48″ N, 7° 50′ 59″ O)                                       |                                                                |                                    |
| C.3.03 | 1 Platane                 | Budberg        | Haus Borg 1, westlich des Wohnhauses (51° 34′ 10,9″ N, 7° 51′ 41,3″ O)                                |                                                                |                                    |
| C.3.04 | 3 Linden                  | Holtum         | Bereich an Kreuzung Alter Hellweg / In der Boke / Am Jahenbrink (51° 32′ 48,6″ N, 7° 51′ 28,9″ O)     |                                                                |                                    |
| C.3.05 | 3 Kastanien               | Westbüderich   | In der Linde, ca. 200 m südsüdwestlich von Haus Westrich (51° 32′ 47″ N, 7° 52′ 4,4″ O)               |                                                                |                                    |
| C.3.06 | 1 Kastanie, 1 Winterlinde | Westbüderich   | Prozessionsweg 1a (Feuerwehrhaus), Grundstücksrand an Budberger Straße (51° 33′ 6″ N, 7° 52′ 29,3″ O) |                                                                | ND Kastanie und Winterlinde        |
| C.3.07 | 2 Linden                  | Ostbüderich    | Im Felde (ca. 100 m östlich Schlesienstraße 28) (51° 33′ 12,3″ N, 7° 52′ 55,9″ O)                     |                                                                |                                    |
| C.3.08 | 1 Eiche                   | Oberbergstraße | An Luigsmühle 7, östlich des Hauses am Mühlenbach (51° 33′ 51,4″ N, 7° 58′ 28,8″ O)                   |                                                                |                                    |